# Defence
Defence (aka Mekelakeya) is een Ethiopische voetbalclub uit de hoofdstad Addis Abeba. Defence komt uit in de Premier League, de hoogste voetbaldivisie in Ethiopië.